# Chemtrails over the Country Club (Album)

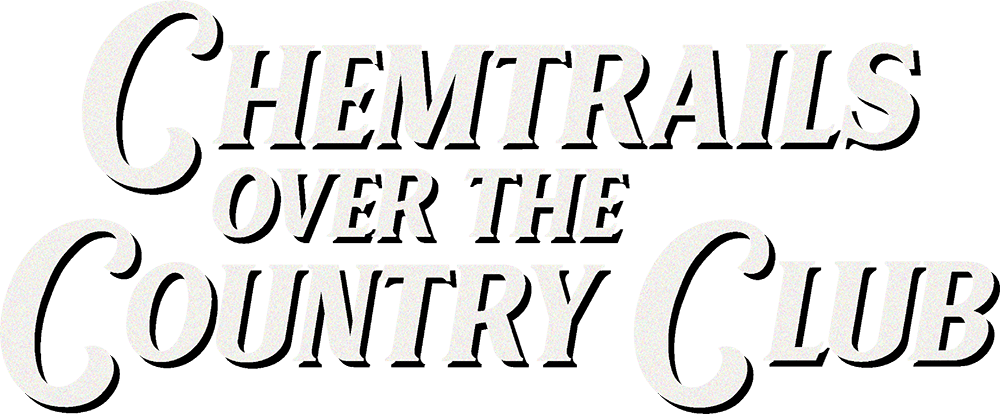
Logo von Chemtrails over the Country Club.

Chemtrails over the Country Club (englisch für „Chemikalienstreifen über dem Country-Klub“) ist das siebte Studioalbum der US-amerikanischen Popsängerin Lana Del Rey.

## Entstehung und Artwork
Entstehung
Mit Ausnahme eines Liedes wurden alle Titel von Lana Del Rey selbst, gemeinsam mit wechselnden Koautoren, geschrieben. Die meisten Lieder schrieb sie gemeinsam mit Jack Antonoff von der US-amerikanischen Indie-Pop-Band Fun. Das Duo schrieb acht der elf Lieder zusammen. Bereits für Del Reys vorangegangenes Studioalbum Norman Fucking Rockwell! schrieben die beiden die meisten Titel zusammen. Je ein Titel schrieb Del Rey zusammen mit der US-amerikanischen Countrysängerin Nikki Lane und dem US-amerikanischen Liedtexter und Produzenten Rick Nowels. Mit Lane arbeitete Del Rey erstmals zusammen, mit Nowels schreibt Del Rey schon seit dem zweiten Studioalbum Born to Die aus dem Jahr 2012 gemeinsam Lieder. Das Lied For Free ist eine Coverversion des Originals von der kanadischen Folksängerin Joni Mitchell und stammt von ihr.
Produziert wurden mit einer Ausnahme alle Titel durch Antonoff. Eine der zehn Produktionen tätigte er alleine, die restlichen gemeinsam mit Del Rey. Das Stück Yosemite ist das einzige Lied, dessen Produktion nicht von Antonoff stammt. Die Produktion hierzu stammt von Nowels. Es ist auch das einzige Stück, an dem Nowels als Autor tätig war. Wie bei den Autorenbeteiligungen auch, war Antonoff schon für den Großteil der Produktionen von Norman Fucking Rockwell! tätig, während Nowels schon Produktionen seit Born to Die tätigte.
Das Mastering erfolgte wie schon bei Norman Fucking Rockwell! durch Sterling Sound in New York City, unter der Leitung von Chris Geringer. Bei dem Titel Let Me Love You Like a Woman bekam Geringer Unterstützung von seinem Assistenten Will Quinnell. Abgemischt und aufgenommen wurde das Album mit Ausnahme eines Titels von Antonoff, in Zusammenarbeit mit Laura Sisk aus Los Angeles. Beide waren bereits für die Abmischung und Aufnahme von Norman Fucking Rockwell! verantwortlich. Als Assistenten standen ihnen John Rooney und Jon Sher zur Seite. Das Lied Yosemite wurde durch die Zusammenarbeit von Kieron Menzies und Dean Reid abgemischt beziehungsweise aufgenommen. Als Tonmeister stand ihnen zusätzlich Trevor Yasuda zur Seite. Menzies arbeitete schon seit Born to Die regelmäßig mit Del Rey zusammen. Reid arbeitete ebenfalls schon bei Born to Die mit Del Rey zusammen, aber erst seit Lust for Life aus dem Jahr 2017 arbeitet er regelmäßig mit ihr zusammen. Yasuda arbeitet seit Honeymoon aus dem Jahr 2015 mit Del Rey. Neben dem Hauptteil der Produktion war Antonoff auch für den größten Teil der Instrumentation zuständig. Es spielte über 16 verschiedene Instrumente ein, darunter verschiedene Gitarrenarten, Bass, Blasinstrumente, Perkussion, Schlagzeug, Streichinstrumente sowie verschiedene Tasteninstrumente. Der Musiker Evan Smith wurde am Brassband und dem Horn für drei Titel engagiert. Mikey Freedom Hart ist mit der Pedal-Steel-Gitarre und dem Piano an der Instrumentation zweier Titel beteiligt. Des Weiteren spielten vereinzelt Daniel Heath, Nowels, Aaron Sterling und Yasuda Instrumente ein.
Artwork
Auf dem schwarz-weißen Frontcover des Albums sind – neben Künstlernamen und Albumtitel – Del Rey und ihre Freundinnen zu sehen. Man sieht Del Rey mit zehn Freundinnen, unterschiedlichster Ethnie beziehungsweise Herkunft, die sich um einen Tisch in einem Lokal versammeln. Del Rey veröffentlicht das Coverbild erstmals am 10. Januar 2021 auf ihrem Instagram-Profil mit dem Kommentar: „There’s always turmoil and upheaval and in the midst of it – there’s always beautiful music too introducing my new album chemtrails over the country club“ (englisch für „Es gibt immer Turbulenzen und Aufruhr und mittendrin, da gibt auch immer schöne Musik. Ich präsentiere euch mein neues Album Chemtrails über den Country Club vor.“). Mit dem Coverbild wollte sich Del Rey auch gegen zuvor aufgekommene Tendenz-Vorwürfe verteidigen. Die Fotografie stammt von Charlie Grant und Izak Rappaport. Ein alternatives Coverbild zeigt lediglich Del Rey in einem weißen und durchsichtigen Kleid, vor einem trüben Naturhintergrund. Das Foto wurde von Neil Krug geschossen.

## Veröffentlichung und Promotion
Die Erstveröffentlichung von Chemtrails over the Country Club erfolgte am 19. März 2021 als CD, Download, MC, Streaming und Vinylplatte. Das Album erschien unter den Musiklabels Interscope Records, Polydor und Urban Records, der Vertrieb erfolgte durch Universal Music Publishing. Die Lieder wurden durch Ducky Donath Music, EMI Music Publishing und Sony/ATV Music Publishing verlegt. Am Tag der Erstveröffentlichung erschien eine exklusive Edition bei den Einzelhändlern Fnac Darty, HMV und Target, das ein alternatives Coverbild und ein Poster enthält.
Um das Album beziehungsweise die Lieder darauf zu bewerben, erfolgte ein Liveauftritt mit Let Me Love You Like a Woman in der Tonight Show mit Jimmy Fallon am 14. Dezember 2020. Hierbei handelte es sich um den ersten TV-Auftritt von Del Rey nach Jahren.
Ursprünglich sollte das Album bereits am 4. September 2020 erscheinen, so die Aussage Del Reys gegenüber dem New Musical Express im Mai 2020. Am 1. September 2020 veröffentlichte sie via Instagram einen Beitrag, in dem sie vom Set zum Musikvideodreh zur Single Chemtrails over the Country Club kurz über das Album sprach, in dem sie erzählte, dass sie es „liebe“ und dass vor der Veröffentlichung mit dem gleichnamigen Lied und Let Me Love You Like a Woman noch zwei Singleveröffentlichungen folgen würden. Des Weiteren gab sie an, dass das Album noch nicht „fertiggestellt“ sei, es aber „bald“ kommen würde, zuvor aber noch das Gedichtband Violet Bent Backwards over the Grass im September erscheine. Mitte Dezember 2020 gab Del Rey in einer Videobotschaft noch bekannt, dass das Album am 4. Januar 2021 erscheinen solle. Am 10. Januar 2021, einen Tag vor der Singleveröffentlichung von Chemtrails over the Country Club, kündigte Del Rey schließlich das Album mit der fertigen Titelliste für den 19. März 2021 an.  Laut dem Rolling Stone erfolgte die Verschiebung aufgrund der COVID-19-Pandemie. Zeit Online wiederum berichtete, dass die Veröffentlichung verschoben wurde, weil Del Rey noch nicht zufrieden gewesen sei, unter anderem weil ein Abschlusslied gefehlt habe. In einem Interview mit Antonoff vom 8. September 2020 offenbarte sie, dass ihre Botschaften noch nicht so feinfühlig und präzise seien, wie sie es von ihnen erwarte. Es habe ein letztes Stück gefeht, um alle losen Enden des Albums zusammenzuführen. Dealer sollte dieses Stück heißen und Passagen enthalten, in denen sich Del Rey „um den Verstand schreien“ würde. Allerdings findet sich das Stück nicht auf dem Album.

## Hintergrundinformation
Einstellung Del Reys gegenüber dem Album
In einem Interview mit BBC Radio 1 verriet Del Rey, dass dies das erste Album gewesen sei, bei dem sie wusste, was sie wolle, sie aber nicht wusste, ob sie es erreichen würde.
Kritik gegenüber Del Reys Tendenzen
Im Laufe des Jahres 2020 übte man zunächst kritische Stimmen gegenüber Del Rey, in dem man sie beschuldigte, Gewalt beziehungsweise Missbrauch gegen Frauen in ihrer Musik zu verherrlichen. Del Rey wandte sich am 21. Mai 2020 in einem langen Brief an all jene Menschen, die ihr seit Jahren vorgeworfen haben, dass sie ein schlechtes Vorbild für weibliche Fans sei:

„Ich habe es satt, dass weibliche Journalistinnen und Alternative-Sängerinnen behaupten, dass ich Missbrauch verherrliche, während ich in Wirklichkeit nur eine glamouröse Person bin, die über die Realität singt, die – wie wir jetzt alle sehen – weit verbreitete toxische Beziehungen auf der ganzen Welt miteinschließt.“

Des Weiteren erklärte sie, dass sie nie etwas anderes versucht hätte, als in ihren Liedern auf ehrliche und transparente Weise ihre vergangenen Liebesbeziehungen aufzuarbeiten:

„Bei all den Themen, die Frauen endlich erkunden dürfen, möchte ich nur sagen, dass ich es erbärmlich finde, dass meine kleinen lyrischen Ausflüge in meine manchmal unterwürfige oder passive Rolle in Beziehungen die Leute sagen lässt, dass ich Frauen um Hunderte Jahre zurückversetzen würde.“

In diesem Zusammenhang nannte Del Rey eine Reihe von Musikerinnen, deren Material ebenso als kontrovers gehandelt werden könnte. Diese würden damit aber stets große Erfolge feiern:

„Jetzt, da Doja Cat, Ariana, Camila, Cardi B, Kehlani, Nicki Minaj und Beyoncé alle mit Songs übers Sexy-sein, keine Kleidung tragen, Ficken und Betrügen auf Nummer eins gelandet sind – kann ich bitte wieder darüber singen, wie verwirklicht und schön man sich fühlen kann, wenn man verliebt ist, auch wenn die Beziehung nicht perfekt ist?“

Der Kommentar über ihre Musik-Kolleginnen brachte Del Rey erneute Kritik ein und führte dazu, dass ihr unter anderem rassistische Untertöne nachgesagt wurden, da es sich bei den genannten Künstlerinnen ausschließlich um WOC-Sängerinnen handelte. Del Rey wollte dies jedoch nicht auf sich sitzen lassen und veröffentlichte diesbezüglich ein Statement in ihrer Instagram-Story. In diesem hieß es:

„Mann, es ist traurig, dass man es zu einem WOC-Thema (‚Women of Colour‘) macht, wenn ich nichts anderes tue als über meine Lieblingssängerinnen zu sprechen. Ich hätte buchstäblich jeden nennen können, aber ich habe mir meine verdammten Lieblingssängerinnen ausgesucht. Und das ist das Problem mit der heutigen Gesellschaft: Nicht alles dreht sich um das, was man sich wünscht. Genau das ist der Sinn meines Posts – es gibt bestimmte Frauen, deren Stimmen von unserer Kultur verstummt werden, es muss dabei nicht unbedingt um Rasse gehen, ich weiß nicht, um was es dabei geht. Es interessiert mich auch nicht mehr, aber nennt mich nie nie nie nie nie wieder rassistisch, denn das ist ein Blödsinn.“

## Inhalt
Alle Liedtexte des Albums sind in englischer Sprache verfasst und stammen mit einer Ausnahme von Del Rey selbst sowie den Koautoren Jack Antonoff (8 Titel) und Nikki Lane, Joni Mitchell und Rick Nowels (je 1 Titel). Musikalisch bewegen sich die Lieder überwiegend in den Bereichen des Alternative Rocks, Folks, Indie-Pops sowie des Indie-Rocks. Thematisch befassen sich die Lieder, wie bei den Vorgängern, um die „amerikanische Grundnostalgie“ sowie um Heimat, Normalität, Liebe, Bestätigung und Verständnis. Das Album setzt sich aus elf Titeln zusammen, wobei es zehn Neukompositionen und eine Coverversion beinhaltet. Das Lied Yosemite entstand während der Produktion zu Lust for Life und sollte ursprünglich Teil dessen sein. Bei dem Cover handelt es sich um For Free, dass im Original von Joni Mitchell aus dem Jahr 1970 stammte. Bei dem Titel haben auch die US-amerikanische Indie-Folkmusikerin Weyes Blood und die ebenfalls aus den Vereinigten Staaten stammende Zella Day einen Gastauftritt. Einen weiteren Gastauftritt hat Nikki Lane in Breaking Up Slowly, jedoch wird diese nicht als offizielles Featuring angegeben.
| #  | Titel                                    | Autor(en)                   | Produzent(en)               | Länge |
| -- | ---------------------------------------- | --------------------------- | --------------------------- | ----- |
| 1  | White Dress                              | Jack Antonoff, Lana Del Rey | Jack Antonoff, Lana Del Rey | 5:33  |
| 2  | Chemtrails over the Country Club         | Jack Antonoff, Lana Del Rey | Jack Antonoff, Lana Del Rey | 4:31  |
| 3  | Tulsa Jesus Freak                        | Jack Antonoff, Lana Del Rey | Jack Antonoff, Lana Del Rey | 3:35  |
| 4  | Let Me Love You Like a Woman             | Jack Antonoff, Lana Del Rey | Jack Antonoff               | 3:20  |
| 5  | Wild at Heart                            | Jack Antonoff, Lana Del Rey | Jack Antonoff, Lana Del Rey | 4:08  |
| 6  | Dark but Just a Game                     | Jack Antonoff, Lana Del Rey | Jack Antonoff, Lana Del Rey | 3:55  |
| 7  | Not All Who Wander Are Lost              | Jack Antonoff, Lana Del Rey | Jack Antonoff, Lana Del Rey | 4:00  |
| 8  | Yosemite                                 | Lana Del Rey, Rick Nowels   | Rick Nowels                 | 5:06  |
| 9  | Breaking Up Slowly                       | Lana Del Rey, Nikki Lane    | Jack Antonoff, Lana Del Rey | 2:57  |
| 10 | Dance Till We Die                        | Jack Antonoff, Lana Del Rey | Jack Antonoff, Lana Del Rey | 4:01  |
| 11 | For Free (feat. Zella Day & Weyes Blood) | Joni Mitchell               | Jack Antonoff, Lana Del Rey | 4:11  |

## Singleauskopplungen
Let Me Love You Like a Woman
Del Rey veröffentlichte zwei Single- und eine Videoauskopplung aus dem Album. Zunächst erschien mit Let Me Love You Like a Woman die erste Single vorab am 16. Oktober 2020. Del Rey selbst kündigte Let Me Love You Like a Woman als Single via Instagram am 1. September 2020 an, jedoch zunächst ohne Veröffentlichungsdatum. Am 22. September 2020 wurde bereits ein Ausschnitt des Liedes geleaked. Das Erscheinen teilte sie letztendlich kurzfristig, einen Tag vor der Veröffentlichung, mit den Worten „Let Me Love You Like a Woman is out tomorrow in the USA“ (englisch für „Let Me Love You Like a Woman erscheint morgen in den Vereinigten Staaten“) auf ihrem Instagram-Kanal. Das Stück über eine „romantische Begegnung“, die auch als „ruhige und klavierlastige Ballade“ beschrieben wird, erreichte unter anderem die Singlecharts in der Schweiz und dem Vereinigten Königreich, wobei die Single die Ränge 85 beziehungsweise 87 belegte. In beiden Ländern verweilte die Single eine Woche in den Top 100. In Deutschland verfehlte das Stück die offiziellen Singlecharts, platzierte sich jedoch auf Rang elf in den Single-Trend-Charts.
Chemtrails over the Country Club
Ebenfalls vorab erschien am 11. Januar 2021, mit dem Namensgebers des Albums, die zweite Singleauskopplung. Das Lied über ihre „atemberaubenden Freundinnen“, ihre „schönen Geschwister“ und dem Drang nach dem „Normalsein“ platzierte sich ebenfalls in der Schweiz und dem Vereinigten Königreich. In der Schweiz konnte Chemtrails over the Country Club nicht an den Vorgänger anknüpfen und erreichte bei einer Chartwoche Rang 94. In den britischen Charts platzierte sich die Single drei Wochen in den Charts und erreichte mit Rang 58 seine höchste Chartnotierung, damit platzierte sich das Lied höher und länger in den Charts als Let Me Love You Like a Woman. Wie sein Vorgänger verfehlte das Stück ebenfalls den Einstieg in die deutschen Single Top 100, platzierte sich jedoch ebenfalls in den Single-Trend-Charts und belegte dabei Rang 15. In Polen erhielt die Single für über 25.000 verkaufte Einheiten eine Goldene Schallplatte am 11. August 2021.
White Dress
Am 19. März 2021, dem Tag der Albumveröffentlichung, erschien mit White Dress (englisch für „weißes Kleid“) eine Videoauskopplung. Das Album wurde von David Lynch inspiriert und zeigt überwiegend Del Rey beim inlineskaten auf einem Highway. Während sie mit den Inlineskates unterwegs ist, trägt sie passend zum Liedtitel ein weißes Kleid. Die Dreharbeiten erfolgten Ende 2020, wobei sich Del Rey den Arm brach. Regie führte der US-amerikanische Musikvideo-Regisseur Constellation Jones. Das Video umfasst eine Gesamtlänge von 5:47 Minuten und zählt über 1,8 Millionen Aufrufe bei YouTube (Stand: März 2021). Aufgrund hoher Einzeldownloads und Streamings erreichte das Lied Rang 51 der britischen Charts.

## Mitwirkende
Albumproduktion
- Jack Antonoff: 12-saitige Gitarre (Lieder: 2, 5–7), Abmischung (Lieder: 1–7- 9–11), Akustische Gitarre (Lied 4), Bass (Lieder: 1–2, 4–7, 9, 11), Brassband (Lied 5), E-Gitarre (Lied 4), Gitarre (Lieder: 1–3, 5–7, 9, 11), Hammondorgel (Lied 4), Komponist (Lieder: 1–7, 10), Liedtexter (Lieder: 1–7, 10), Mellotron (Lieder: 2, 5–6, 10–11), Musikproduzent (Lieder: 1–7, 9–11), Orgel (Lied 7), Perkussion (Lieder 3–4, 6), Piano (Lieder: 1–2, 4–5, 9–11), Programmierung (Lied 4), Rhodes Piano (Lied 10), Schlagzeug (Lieder: 1–6, 10), Slide-Gitarre (Lied 4), Streichinstrumente (Lied 3), Synthesizer (Lieder: 3, 5–6), Tonmeister (Lied 4)
- Weyes Blood: Gesang (Lied 11)
- Zella Day: Gesang (Lied 11)
- Lana Del Rey: Gesang (Lieder: 1–11), Komponist (Lieder: 1–6, 10) (Lieder: 1–10), Liedtexter (Lieder: 1–10), Musikproduzent (Lieder: 1–3, 5–7, 9–11)
- John Christopher Fee: Tonmeister (Lied 8)
- Chris Geringer: Mastering (Lieder: 1–11)
- Mikey Freedom Hart: Pedal-Steel-Gitarre (Lied 9), Piano (Lied 11)
- Daniel Heath: Streichinstrumente (Lied 2)
- Nikki Lane: Gesang (Lied 9), Komponist (Lied 9), Liedtexter (Lied 9)
- Kieron Menzies: Abmischung (Lied 8), Tonmeister (Lied 8)
- Joni Mitchell: Komponist (Lied 11), Liedtexter (Lied 11)
- Rick Nowels: Akustische Gitarre (Lied 8), Bass (Lied 8), Bassgitarre (Lied 8), Keyboard (Lied 8), Komponist (Lied 8), Liedtexter (Lied 8), Musikproduzent (Lied 8)
- Will Quinnell: Mastering-Assistenz (Lied 4)
- Dean Reid: Abmischung (Lied 8), Tonmeister (Lied 8)
- John Rooney: Tonmeister-Assistenz (Lieder: 1–7, 9–11)
- Jon Sher: Tonmeister-Assistenz (Lieder: 1–7, 9–11)
- Laura Sisk: Abmischung (Lieder: 1–7- 9–11), Tonmeister (Lieder: 1–7, 9–11)
- Evan Smith: Brassband (Lied 11), Horn (Lieder: 2, 10)
- Aaron Sterling: Bongos (Lied 8), Schlagzeug (Lied 8)
- Trevor Yasuda: Synthesizer (Lied 8), Tamburin (Lied 8), Tonmeister (Lied 8)

Artwork (Cover)
- Charlie Grant: Fotograf
- Izak Rappaport: Fotograf
- Neil Krug: Fotograf

Unternehmen
- Ducky Donath Music: Verlag (Lieder: 1–7, 10)
- EMI Music Publishing: Verlag (Lieder: 1–7, 10)
- Interscope Records: Musiklabel (Lieder: 1–11)
- Polydor: Musiklabel (Lieder: 1–11)
- Sony/ATV Music Publishing: Verlag (Lieder: 1–7, 10)
- Sterling Sound: Tonstudio (Lieder: 1–11)
- Universal Music Publishing: Vertrieb (Lieder: 1–11)
- Urban Records: Musiklabel (Lieder: 1–11)

## Rezeption

### Rezensionen
- Emma Wiepking vom Rolling Stone ist der Meinung, dass Chemtrails over the Country Club sowohl inhaltlich als auch musikalisch an den „hochgelobten“ Vorgänger Norman Fucking Rockwell! anknüpfe. Die amerikanische „Grundnostalgie“, die jedes Album der Sängerin durchziehe, sei dieses Mal jedoch weniger an die „Glitzermetropole“ Los Angeles geknüpft, sondern changiere irgendwo zwischen dem abgelegenen Topanga und der ländlichen Ruhe von Arkansas oder Nebraska.[21]

- Johannes Jimeno vom deutschsprachigen Online-Magazin laut.de bewertete das Album mit drei von fünf Sternen und betitelte es als lieblichen Country-Folk mit pittoresken Momenten. Auf Chemtrails over the Country Club zeige Del Rey wieder einmal ganz andere Facetten und wechsele das Genre: Weg vom „ambitionierten“ Art-Pop des Vorgängers, hin zu in sich gekehrtem Country und Indie-Folk. Den Genre-Wechsel verglich Jimeno mit Taylor Swift und ihrem Album Folklore. Den „Opener“ White Dress beschrieb er als „interessant“, das Stück schlage eine Brücke zu Norman Fucking Rockwell!. Wie üblich bei Del Rey dürften „bittersüße Sommertage“ wie im Titellied nicht fehlen. In etlichen Liedern bringe sie ihre „Sehnsüchte“ ans Mikrofon und spreche verwandten Seelen Mut zu, wie im „liebreizenden“ Not All Who Wander Are Lost, wenn „verspielte“ Gitarren „versöhnliche Melodien“ anstimmen und Del Rey die „Ohrenschmeichlerin“ mime. Erneut verlasse sich Del Rey auf viele Balladen und koste die ruhigen Momente aus, die äußerlich ähnlich anmuten würden, bei genauerer Prüfung jedoch feine Unterschiede offenbaren. Das „zärtliche“ Let Me Love You Like a Woman berichte von fehlender Nähe, das „unterkühlte“ Breaking Up Slowly entpuppe sich als reines Gitarrenstück, Dance Till We Die ziehe im letzten Drittel sogar das Tempo an und gewinne an „Drive“, während ein „verhuschtes“ Saxophon ab und an ein Paar Töne abgäbe. Das „musikalisch abwechslungsreiche“ Dark But Just a Game pendele zwischen Film noir, Free-Jazz-Einlagen und „poppigem“ Refrain. Den Höhepunkt bilde das „pittoreske“ Yosemite, das weite, karge Landschaften vor dem inneren Auge evoziere und eine wehmütige Del Rey ihre Verletzlichkeit preisgebe. Ein emotional ergreifendes Stück, das auch entfernt an die irische Sängerin Aoife Ní Fhearraigh erinnere. Das Album bleibe ein in sich geschlossenes, subtiles und langsames Werk, dem es aber an dem gewissen Etwas mangele. Ihre „sonstige Coolness“ (Doin' Time), Laszivität (High by the Beach) oder „schroffe Hits“ (West Coast) suche man vergebens. Stattdessen behalte Del Rey ihre schwelende Traurigkeit bei, ergebe sich ihr aber nicht wie in der Vergangenheit, sondern transportiere sie reflektiert in eine neue Umgebung. Das dadurch entstandene glatte Adagio bringe wahrscheinlich ihr zugänglichstes Album hervor, das sich auch für „Nicht-Lana-Fans“ eigne.[26] Die Redaktion kürte Chemtrails over the Country Club zu einem der „30 besten Alben des Halbjahres“.[45]

- Andrea Diener von der FAZ ist der Meinung, dass Del Rey bei Chemtrails over the Country Club auf Knalleffekte verzichte und sie in „Bestform“ zeige. Das Stück White Dress beschrieb Diener mit seinen „autobiographischen Bezügen“ als „wahrhaftig“, „anrührend“ und vor allem einen „sehr guten Song“. Chemtrails Over the Country Club, das titelgebende Stück, sei vermutlich das typischste, das die Erwartungen von Del-Rey-Hörern am ehesten erfüllen dürfte. Das Lied Breaking up Slowly beschrieb Diener als „langsamen Schlussmach-Walzer“. Auf dem Vorgängeralbum hätten Gitarren – etwa im Titel Venice Bitch – schon mal kaputteren Lärm veranstalten dürfen und sich in länglichen, an psychedelischen Rock der 1960er-Jahre angelehnten Experimentalsoli ergehen lassen. Solche Momente suche man auf diesem „durchwegs harmonischen“ Album vergebens, aber vielleicht solle man auch nicht überall nach allem suchen. Vielleicht sei es gerade einfach die richtige Zeit für schlichte, eindringlich gesungene Musik ohne große Knalleffekte. Chemtrails Over the Country Club sei alles das, zeige dazu noch eine Sängerin in „stimmlicher Bestform“ und wer das langweilig finde, höre einfach nicht genau genug hin.[46]

- Vitus Aumann von egoFM kürte Chemtrails over the Country Club zum „Lieblingstonträger der Woche“, mit dem Del Rey es wieder schaffe, die selbst erzeugten Kontroversen mit „sanfter Melancholie“ zu verdrängen. Das Album beginne ungewohnt, über „hauchendes“ Klavier wage sich Del Reys Stimme deutlich aus der gewohnten Komfortzone. Mit nahezu „atemloser“ Kopfstimme sinniere sie mit einer gehörigen Portion Bedauern über ihr Leben vor dem Durchbruch – der amerikanische Traum klinge viel mehr nach einer Panikattacke. Auch wenn Del Rey schnell wieder in ihre gewohnte Stimmlage zurückfinde, werde hier die Marschrichtung für den Rest der Platte vorgegeben. Chemtrails over the Country Club sei persönlicher, reduzierter und intimer als die Vorgängerplatte. Dieses Mal werde weniger der komplette American Way of Life auseinandergenommen, Del Rey kümmere sich mehr um ihr eigenes Seelenleben. Natürlich würden ihre Lieder immer noch nach Cola-Light, filterlosen Zigaretten und wahrscheinlich auch nach wehender Amerikaflagge schmecken, aber im Zentrum stünde Del Reys chaotischer Lebensweg durch die Popwelt. Del Rey lasse sich oft nur von „schwermütigem“ Klavier oder „sanft gezupfter“ Gitarre begleiten. Orchestrale Momente gebe es deutlich seltener, dafür seien sie umso effektiver: Der Moment als ein Streichereinsatz das Titellied in ein „niederschmetterndes Nichts“ ziehe, zeige schnell wieder auf, warum diese Künstlerin trotz aller Kontroversen immer noch so „wahnsinnig“ wichtig sei. Chemtrails over the Country Club sei vielleicht nicht die gleiche Offenbarung wie der direkte Vorgänger, aber es schaffe genug neue Akzente, um immer hörenswert zu bleiben.[47]

- Das Album konnte sich im Jahr 2021 in diversen Jahreslisten platzieren, darunter in den Top 10 von Gaffa (Rang: 2), Mojo (Rang: 3), dem Slant Magazine (Rang: 4), der New York Times (Rang: 7) und der Washington Post (Rang: 7).[48][49][50][51][52] Bei Mojo musste sich das Album nur Daddy’s Home von St. Vincent sowie dem Spitzenreiter Promises von Floating Points, Pharoah Sanders und dem London Symphony Orchestra geschlagen geben.[49] Im Slant Magazine musste sich das Album nur seinem eigenen Nachfolger Blue Banisters, ebenfalls Daddy’s Home sowie dem Spitzenreiter Jubilee von Japanese Breakfast geschlagen geben. Del Rey platzierte in der Jahresliste als einzige Interpretin zwei Alben in den Top 5.[50]

### Chartplatzierungen
Chemtrails over the Country Club erreichte in der ersten Verkaufswoche mit Rang drei seine höchste Chartnotierung in den deutschen Albumcharts und platzierte sich eine Woche in den Top 10 sowie sieben Wochen in den Top 100. In den Midweekcharts der ersten Verkaufswoche erreichte das Album noch Rang zwei hinter Hello! von Maite Kelly, damit musste das Album in der zweiten Wochenhälfte noch einen Platz an Sting mit seinem Album Duets abgeben. Darüber hinaus platzierte sich das Album auf Rang zwei der deutschen Downloadcharts, wo es sich ebenfalls Hello! geschlagen geben musste sowie Rang drei der deutschen Vinylcharts, wo es sich Detroit Stories (Alice Cooper) und For Those That Wish to Exist (Architects) geschlagen geben musste.
In Österreich erreichte das Album Rang vier und platzierte sich zwei Wochen in den Top 10 sowie fünf Wochen in den Charts. In der Schweiz platzierte sich das Album an der Chartspitze und hielt sich dort eine Woche sowie zwei Wochen in den Top 10 und zehn Wochen in den Top 100. Im Vereinigten Königreich erreichte Chemtrails over the Country Club ebenfalls die Chartspitze und platzierte sich eine Woche an ebendieser sowie sieben Wochen in den Charts. In den US-amerikanischen Billboard 200 erreichte das Album Rang zwei und musste sich lediglich Justice von Justin Bieber geschlagen geben. Das Album konnte sich fünf Wochen in den Billboard 200 platzieren, eine davon in den Top 10. Darüber hinaus erreichte Chemtrails over the Country Club die Chartspitze in Kroatien, Polen und Portugal. 2021 platzierte sich Chemtrails over the Country Club auf Rang 76 der Schweizer Album-Jahrescharts und Rang 96 im Vereinigten Königreich.
Für Del Rey ist dies der achte Album-Charterfolg in den Vereinigten Staaten sowie jeweils der siebte in der Schweiz und dem Vereinigten Königreich und je der sechste in Deutschland und Österreich. In den Vereinigten Staaten platzierte sie sich zum siebten Mal in den Top 10, in Deutschland, Österreich, der Schweiz und dem Vereinigten Königreich jeweils zum sechsten Mal. Im Vereinigten Königreich ist es ihr fünftes Nummer-eins-Album, in der Schweiz ihr drittes nach Born to Die und Norman Fucking Rockwell!.
| ChartsChartplatzierungen       | Höchstplatzierung | Wochen |
| ------------------------------ | ----------------- | ------ |
| Deutschland (GfK)              | 3 (7 Wo.)         | 7      |
| Österreich (Ö3)                | 4 (5 Wo.)         | 5      |
| Schweiz (IFPI)                 | 1 (10 Wo.)        | 10     |
| Vereinigte Staaten (Billboard) | 2 (5 Wo.)         | 5      |
| Vereinigtes Königreich (OCC)   | 1 (7 Wo.)         | 7      |

| ChartsJahrescharts (2021)    | Platzierung |
| ---------------------------- | ----------- |
| Schweiz (IFPI)               | 76          |
| Vereinigtes Königreich (OCC) | 96          |

### Auszeichnungen für Musikverkäufe
Im Vereinigten Königreich verkaufte sich das Album in der ersten Verkaufswoche über 40.000 Mal. Davon verkaufte Del Rey 16.700 Vinylplatten, damit ist Chemtrails over the Country Club die meistverkaufte Schallplatte, innerhalb der ersten Verkaufswoche, einer weiblichen Künstlerin im 21. Jahrhundert. Im Vereinigten Königreich verkauften sich mit Tranquility Base Hotel & Casino (Arctic Monkeys) und Why Me Why Not (Liam Gallagher) nur zwei Schallplatten besser in der ersten Verkaufswoche. Am 15. Dezember 2023 wurde das Album für 100.000 verkaufte Einheiten mit einer Goldenen Schallplatte im Vereinigten Königreich ausgezeichnet. Weltweit verkaufte es sich laut Schallplattenauszeichnungen über 230.000 Mal, wofür es vier Goldene und eine Platin-Schallplatte verliehen bekam.
| Land/Region                  | Auszeichnungen für Musikverkäufe (Land/Region, Auszeichnung, Verkäufe) | Verkäufe |
| ---------------------------- | ---------------------------------------------------------------------- | -------- |
| Brasilien (PMB)              | Gold                                                                   | 20.000   |
| Frankreich (SNEP)            | Gold                                                                   | 50.000   |
| Kanada (MC)                  | Gold                                                                   | 40.000   |
| Polen (ZPAV)                 | Platin                                                                 | 20.000   |
| Vereinigtes Königreich (BPI) | Gold                                                                   | 100.000  |
| Insgesamt                    | 4× Gold · 1× Platin ·                                                  | 230.000  |

Hauptartikel: Lana Del Rey/Auszeichnungen für Musikverkäufe